# Samia El Mechat
Samia El Mechat est une historienne franco-tunisienne, spécialiste de la Tunisie, du Maghreb et des problématiques coloniales au XXe siècle.

## Biographie
Elle soutient sa thèse de doctorat à l'École des hautes études en sciences sociales sous la direction de Charles-Robert Ageron, sur la guerre entre le Destour et le Néo-Destour entre 1937 et 1939. Sa thèse d'État, soutenue à l'université Nice-Sophia-Antipolis sous la direction d'André Nouschi, porte sur le nationalisme tunisien et la Ligue arabe de 1945 à 1956. Elle est professeure d'histoire contemporaine à Nice-Sophia-Antipolis et chercheuse associée à l'Institut d'histoire du temps présent à Paris.

## Publications

### Ouvrages
- Tunisie : les chemins vers l'indépendance (1945-1956), Paris, L'Harmattan, coll. « Histoire et perspectives méditerranéennes », 1992, 279 p. (ISBN 978-2-738-41238-6).
- Les relations franco-tunisiennes : histoire d'une souveraineté arrachée, 1955-1964, Paris, L'Harmattan, coll. « Histoire et perspectives méditerranéennes », 2005, 254 p. (ISBN 978-2-747-57710-6)[1].
- Les administrations coloniales XIXe – XXe siècles : esquisse d'une histoire comparée, Rennes, Presses universitaires de Rennes, 2009, 265 p. (ISBN 978-2-753-50953-5)[2],[3].

### Articles
- « L'improbable « Nation arabe » : la Ligue des États arabes et l'indépendance du Maghreb (1945-1956) », Vingtième Siècle : Revue d'histoire, no 82,‎ février 2004, p. 57-68 (ISSN 0294-1759, lire en ligne, consulté le 3 novembre 2020).